# Enrique Hanabergh
Enrique Hanabergh Rodríguez (ur. 21 lutego 1922 w Barranquilli, zm. 14 kwietnia 1960 tamże) – kolumbijski strzelec, olimpijczyk.

## Kariera
Uczestnik Letnich Igrzysk Olimpijskich 1956, na których wystartował w 2 konkurencjach. Zajął 14. pozycję w pistolecie dowolnym z 50 m (wśród 33 strzelców) i 32. lokatę w pistolecie szybkostrzelnym z 25 m (na 35 zawodników).
Zdobył złoty medal w pistolecie dowolnym z 50 m podczas Igrzysk Ameryki Środkowej i Karaibów 1959 (536 punktów).

## Wyniki

### Igrzyska olimpijskie
| Igrzyska       | Konkurencja                   | Wynik                        | Miejsce | Źródło |
| -------------- | ----------------------------- | ---------------------------- | ------- | ------ |
| Melbourne 1956 | Pistolet dowolny, 50 m        | 534 pkt. (89–81–95–90–95–84) | 14      | [ 1 ]  |
| Melbourne 1956 | Pistolet szybkostrzelny, 25 m | 533 pkt. (274–259)           | 32      | [ 2 ]  |